# La Cañiza
La Cañiza (oficialmente y en gallego, A Cañiza) es un municipio español de la provincia de Pontevedra, pertenece a la comarca de Paradanta.

## Geografía
Integrado en la comarca de Paradanta, de la que ejerce de capital, se sitúa a 61 kilómetros de la capital provincial. El término municipal está atravesado por la autovía de las Rías Bajas (A-52), y por la carretera N-120 entre los pK 610 y 622, además de por las carreteras provinciales PO-255, que se dirige hacia Pontevedra, y PO-406, que conecta con Cortegada. 
| Noroeste: Covelo                                | Norte: Covelo         | Noreste: Melón (Orense) |
| Oeste: Mondariz y Salvatierra de Miño (exclave) |                       | Este: Creciente         |
| Suroeste: Las Nieves                            | Sur: Arbo y Creciente | Sureste: Creciente      |

Su relieve es accidentado, pues está situado entre una zona de monte bajo de la sierra de Faro de Avión (situada al norte) y el valle del río Deva, que cruza el territorio de norte a sur. La mayor altitud se da en el Alto de la Cruz (1095 m), situado en la sierra de Faro de Avión, destacando también los picos Pedroso (1069 m), en la misma sierra, Chan do Rei (954 m), en el Monte da Paradanta, y Montouto (945 m), en el límite con Covelo. Su red hidrográfica está formada por los ríos Uma (afluente del Tea), Ribadil y Deva (afluentes del Miño) La altitud oscila entre los 1095 metros (Alto de la Cruz) y los 140 metros a orillas del río Deva. la sede del municipio se alza a 570 metros sobre el nivel del mar. 
Climatológicamente está situada en transición entre el clima oceánico y el mediterráneo.

## Historia
En la zona habitaron una tribu de los oestrimnios, que fueron expulsados por los celtas. De la cultura megalítica quedan diversos restos, como los complejos rupestres de Laxiña das Cruces, Coto da Regueira do Valiño y Casiñas dos Mouros, los complejos megalíticos con grabados de Tomada de Estremadoiro y Coto da Vella, y los complejos megalíticos de Gutín, Anráns, Casiñas de Mouros y La Cañiza.
Durante la Edad del Hierro el lugar estuvo posiblemente habitado por los grovios. De aquella época quedan el castro de Graces, el castro de Monte Coto do Castro, el castro de Coto das Cavadas y el castro de Barreiros.
Después de la romanización las tierras del ayuntamiento fueron enmarcadas en el conventus Bracarensis. En la Edad Antigua, después del I Concilio de Braga, las tierras quedaron adscritas a la diócesis de Tui. El monasterio de Santa María de la Franqueira posiblemente tenga en su origen una ermita del siglo VI, de la época de Martiño de Dumio.
En el siglo IX, durante el reinado de Alfonso II de Asturias, las tierras del castillo de Sobroso, al que pertenecía al val de Achas, fueron incluidas en el reino de Galicia.
En 1056 Fernando I de León da un privilegio al convento de la Franqueira, a sus tierras y moradores el abad Alvito y los monjes benedictinos. En 1147 Alfonso VII de León otorga al abad Odoario y a los monjes el derecho de coto. En 1293 la orden del Císter construye la iglesia de Santa María. Paio de Soutomaior, señor de Salvatierra, donó las tierras de los cotos de la Franqueira, O Cebreiro, Uma, Sendín y Pintelos, donación que confirmaron Juan I y Enrique III de Castilla y León. El monasterio desapareció como tal en 1835, tras la desamortización de Mendizábal.
Una aldea de la Cañiza aparece documentada por primera vez en 1583. Las primeras edificaciones fueron hórreos (que en esta zona reciben el nombre de canizos) hechas por los vecinos de Valeixe, para atender a los cultivos de la zona. Después de construirse la capilla del Dulce Nombre de Jesús, en 1790 el obispo de Tuy, Domingo Fernández Angulo, erigió La Cañiza como parroquia adjunta a la de Valeixe, separándose definitivamente en 1815.
Hacia mediados del siglo XIX, el lugar, ya por entonces con ayuntamiento propio, tenía contabilizada una población de 6136 habitantes. Aparece descrito en el quinto volumen del Diccionario geográfico-estadístico-histórico de España y sus posesiones de Ultramar de Pascual Madoz con las siguientes palabras:

CAÑIZA: ayunt. en la prov. de Pontevedra (6 leg.), part. jud. de su nombre, aud. terr. y c. g. de la Coruña (26), dióc. de Tuy (6): sit. á la der. del r. Miño en terreno desigual y montuoso, combatido por todos los vientos, con clima templado y saludable. Ademas de la v. de su titulo comprende las felig. de Achas, San Sebastian; Couto de Rouzas, San Bartolomé; Deba, Sta. Eulalia; Franqueira, Sta. Maria; Luneda, Sta. Maria; Oroso, Sta. maria; Parada, Santiago; Petán, San Julian, y Valeige, Sta. Cristina. La municipalidad reside en Cañiza, Sta. Teresa, v., cap. del ayunt. y part. jud. Confina el térm. N. con el ayunt. de Cobelo; E. con el de Crecente; S. el de Arbo, y O. con el de Setados, part. (de Puenteareas.) Los montes llamados Paradanta, el Pedroso, el Vieiro y la Canda, hacen el terreno muy quebrado y fragoso, menos por el lado meridional, donde ya se presenta mas despejado y con algunos valles ó cañadas de alguna consideracion. Se cria en los cerros arbolado de varias clases, que proporciona madera para construccion y leña para combustible; y en diferentes sitios brotan fuentes de buenas aguas, las cuales les dan origen á diversos arroyos, hallándose en la felig. de Parada é inmediaciones el r. Deba, algunos manantiales de agua termal y sulfurosa, cuyas propiedades y efectos describiremos en el art. de dicha felig. El mencionado r. Deba tiene su origen en la parr. del mismo nombre en el monte Ramil: su curso es de N. á S. por el centro del ayunt., cuyas tierras fertiliza, dando tambien impulso á varios molinos harineros, y pesca de truchas, anguilas, lampreas y otros peces menudos. Ademas de los caminos locales, los que se encuentran en mal estado, cruza de E. á O. por las felig. de Oroso, Cañiza, Achas y Franqueira, la carretera de Orense á Vigo, Tuy y Pontevedra. El correo se recibe en Cañiza procedente de Orense y Tuy 6 veces á la semana. prod.: cereales, castañas, legumbres, cáñamo, lino, vino, hortaliza y frutas; se gria ganado vacuno, caballar, mular, de cerda, lanar y cabrio; y hay caza mayor y menor, y muchos animales dañinos. ind. y comercio: la agricultura, ganaderia, molinos harineros, corte de madera, telares de lienzo y arrieria; reduciéndose el comercio á la estraccion de vino y frutos sobrantes, é introduccion de los que faltan. pobl.: 1,812 vec., 6,136 alm. riqueza imp.: 357,459 rs. contr.: 112,386. Asciende el presupuesto municipal á unos 14,000 rs. que se cubre por reparto entre los vecinos.
(Madoz, 1846, p. 497)

Durante la Segunda República Española tuvo una alcaldesa, María Purificación Gómez González, la primera mujer en ocupar ese cargo en la historia de Galicia. Tras el golpe de Estado de julio de 1936 fue detenida por los sublevados, juzgada sumariamente y condenada a muerte.

## Geografía humana

### Demografía
Cuenta con una población de 5046 habitantes (INE 2024).
| Gráfica de evolución demográfica de A Cañiza entre 1842 y 2021 |
| |
| Población de derecho según los censos de población del INE Población de hecho según los censos de población del INEEn estos censos se denominaba La Cañiza: 1842, 1857, 1860, 1877, 1887, 1897, 1900, 1910, 1920, 1930, 1940, 1950, 1960, 1970 y 1981 |

| Evolución de la población de La Cañiza - desde 1900 hasta 2022 -                                                                     |      |      |      |      |      |      |      |         |          |          |          |          |
| 1900 | 1930 | 1950 | 1981 | 2004 | 2007 | 2010 | 2011 | 2012    | 2013     | 2020     | 2021     | 2022     |
| 7923 | 7655 | 8186 | 7810 | 6782 | 6696 | 6517 | 6461 | {{{9}}} | {{{10}}} | {{{11}}} | {{{12}}} | {{{13}}} |
| Fuentes: INE e IGE (Los criterios de registro censal variaron entre 1900 y 2011, y los datos del INE y del IGE pueden no coincidir.) |      |      |      |      |      |      |      |         |          |          |          |          |

| 2012  | 2013  | 2014  | 2015  | 2016  | 2017  | 2018  | 2019  | 2020  | 2021  |
| ----- | ----- | ----- | ----- | ----- | ----- | ----- | ----- | ----- | ----- |
| 5.511 | 5.416 | 5.342 | 5.230 | 5.234 | 5.233 | 5.173 | 5.180 | 5.122 | 5.115 |

|         | 2017  | 2018  | 2019  | 2020  | 2021  |
| ------- | ----- | ----- | ----- | ----- | ----- |
| Hombres | 2.546 | 2.527 | 2.535 | 2.510 | 2.512 |
| Mujeres | 2.687 | 2.646 | 2.645 | 2.612 | 2.603 |

Fuente: INE

### Parroquias
Parroquias que forman parte del municipio:
- Achas (San Sebastián)
- Couto (San Bartolomé)
- Franqueira (Santa María)
- La Cañiza
- Luneda (Santa María)
- Oroso (Santa María)
- Parada de Achas (Santiago)
- Petán (San Julián)
- Valeixe

## Gastronomía
La gastronomía es uno de los atractivos más importantes de La Cañiza. Por encima del resto, destaca la Fiesta del jamón de La Cañiza, celebrada cada 15 de agosto desde el año 1966 en la que los cañicenses, recordando una tradición popular local, se reúnen en la Carballeira do Cacharado para tomar una tapa de jamón. 
La relación del jamón con La Cañiza, que proviene desde los inicios del siglo XX, comienza a conocerse a lo largo de Galicia gracias a la conexión del municipio con la Nacional 120. Aprovechando la gran calidad del producto, el empresario Manuel Pérez López, propietario del que posteriormente sería conocido como el bar “Xatomé”, comenzó a ofrecer pequeños bocadillos de jamón a todas las personas que pasaban el municipio a descansar. Con la construcción de la autovía y el consecuente desuso de las carreteras nacionales, esta actividad ha ido disminuyendo progresivamente.   
En los años posteriores, el éxito de dicho empresario se extendió a todo el municipio y la calidad del producto también se fue perfeccionando. En 1966, después de plantearse en el Salón de Plenos del Concello y gracias a la colaboración de seis vecinos, se realizó la primera Feira Do Xamón. Durante la celebración, además de la degustación del producto, se realizan otras actividades como la organización de un concurso de cortar jamón o un desfile de los gigantes y cabezudos. En el año 2013 fue declarada fiesta de interés turístico de Galicia.

## Turismo

### A Franqueira

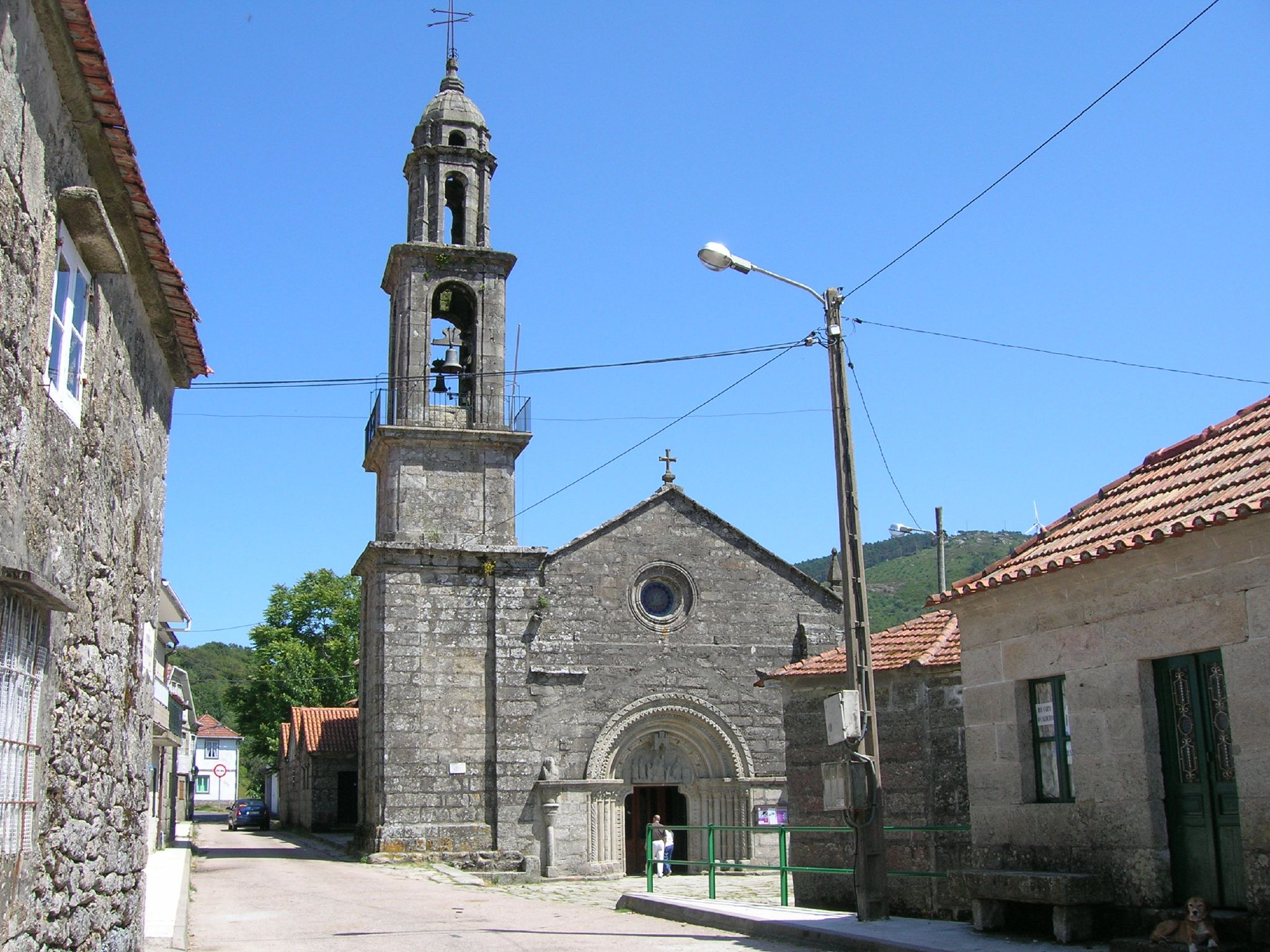
Monasterio Santa María A Franqueira. Jose Antonio Gil Martínez. FREECAT from Vigo, CC BY 2.0 <>, via Wikimedia Commons

Una de las ofertas turísticas más importantes que tiene la localidad de La Cañiza es la posibilidad de realizar un peregrinaje hasta la parroquia vecina de A Franqueira, una pequeña localidad de aproximadamente trescientos habitantes a la que solo se puede acceder por carretera local. Este recorrido de siete kilómetros es realizado habitualmente andando por muchos turistas y vecinos con el fin de llegar hasta el Santuario de Nuestra Señora la Virgen de A Franqueira, para después realizar alguna oración. Durante el camino, los peregrinos podrán disfrutar de unas magníficas vistas de los montes de la comarca.
La Iglesia es conocida por sus romerías, en particular por la celebración de Las Pascuillas, celebrada el lunes de Pentecostés, en el que las distintas vírgenes de varios pueblos del alrededor realizan el camino hacia el Santuario pasando por las diferentes parroquias. Finalmente, todas las vírgenes visitantes y sus fieles se juntan formando un ambiente festivo y religioso.
El Santuario de A Franqueira es muy antiguo, de hecho, se ha logrado documentar que la adoración por esta virgen ya existía en el 1603 con una donación del rey Fernando I. Además, también es muy posible que en esta pequeña localidad se encontrara en el pasado un monasterio cisterciense.

## Política
César Mera, del Partido Popular, fue alcalde del municipio desde 1976 hasta 2011, siendo uno de los alcaldes de España con más años en el cargo. El cargo de alcalde lo compatibilizó en numerosas ocasiones con otros cargos públicos de relevancia, como el de presidente de la Diputación de Pontevedra o el de senador por la provincia de Pontevedra. En las elecciones de 2011 fue relevado en el cargo por Miguel Adolfo Domínguez Alfonso, también del Partido Popular, que obtuvo el 47,97% de los votos. 
Las últimas elecciones municipales del año 2019 supusieron un cambio en la alcaldía tras cuatro décadas gobernada por el Partido Popular. A pesar de la victoria de los populares en porcentaje de votos (45,8), no logró pasar del empate a escaños con el Partido Socialista (42,98%), por lo que la entrada de Ciudadanos (7,4%) con un solo concejal en el Concello, fue decisiva para decantar la balanza y que Luis Antonio Gómez Piña, candidato de los socialistas, accediera por primera vez a la alcaldía.
| Elecciones municipales, 26 de mayo de 2019 |       |         |              |
| Partido                                    | Votos | %       | Concelleiros |
| PP                                         | 1.523 | 45,8 %  | 6            |
| PSdeG-PSOE                                 | 1.429 | 42,98 % | 6            |
| Ciudadanos                                 | 246   | 7,4 %   | 1            |

## Véase también

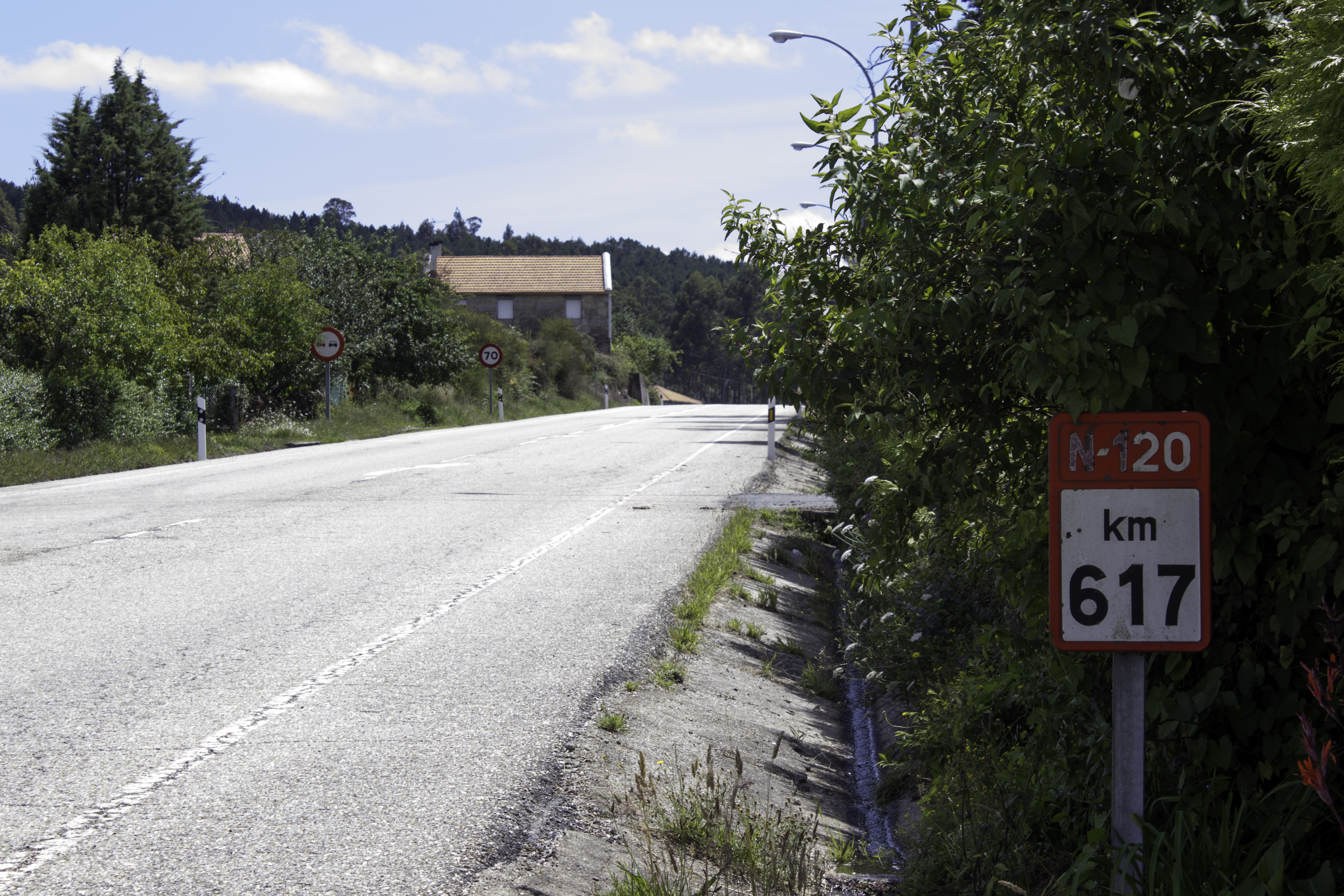
Carretera A Cañiza. Bene Riobó, CC BY-SA 4.0
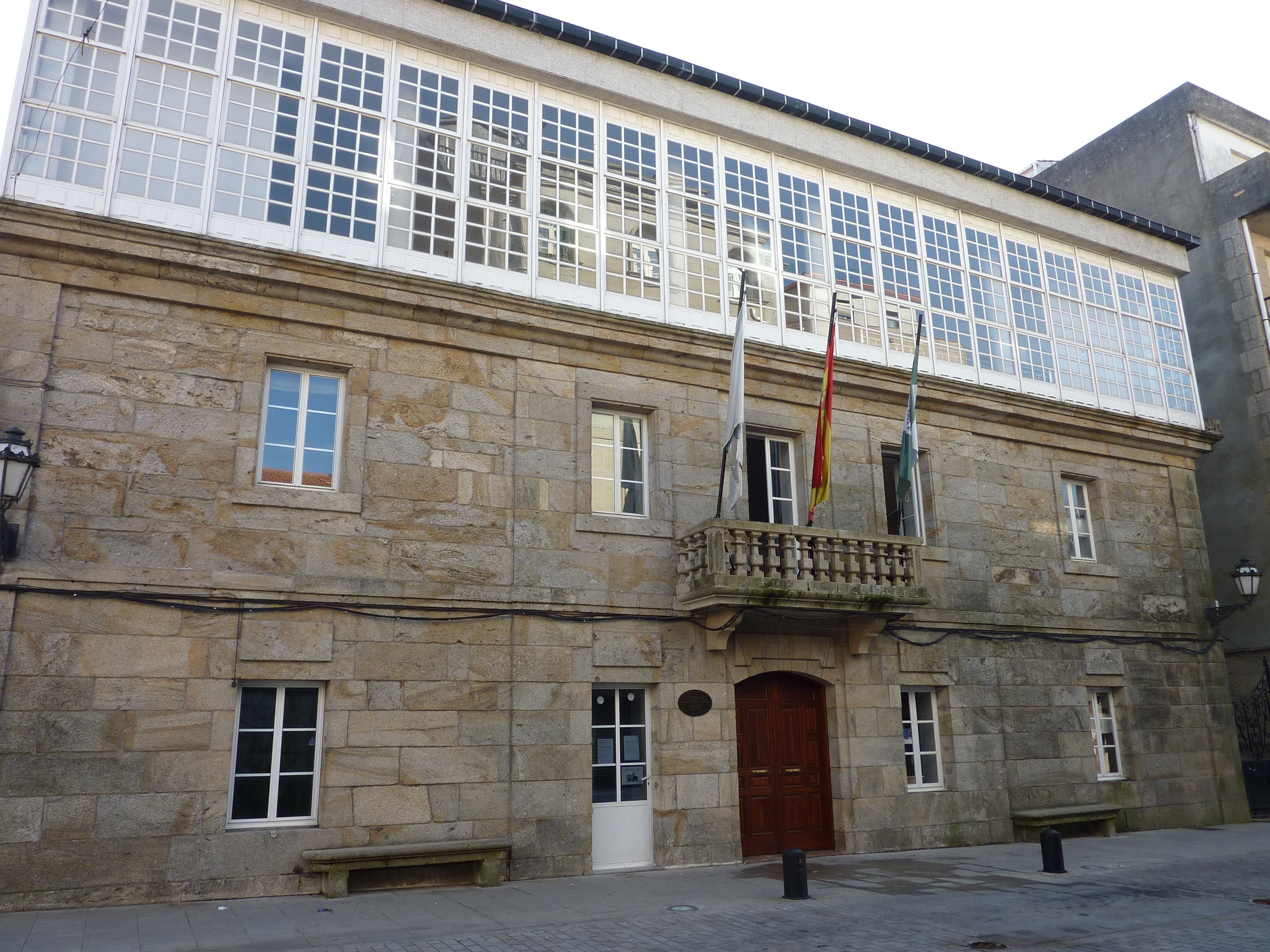
Ayuntamiento La Cañiza. Davisuke, CC BY-SA 3.0
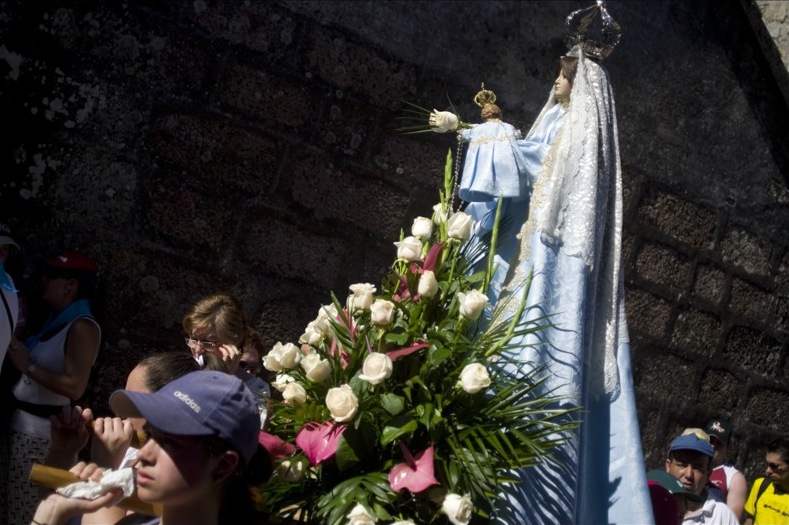
A Franqueira. Procesión 2009. Michela Bettuzzi, CC BY-SA 2.0